# Człowieczy los (album)
Człowieczy los – czwarty album studyjny polskiej piosenkarki Anny German wydany w 1970 roku. Album promuje utwór pt. Człowieczy los.

## Lista utworów
1. „Człowieczy los”
2. „Dziękuję mamo”
3. „Nie ma takich słów  ”
4. „Za grosiki marzeń”
5. „Złociste mgły”
6. „Chciałabym tak wiele”
7. „Uroczysko”
8. „Deszcz na szybie”
9. „Widzisz mnie piękniejszą niż jestem”
10. „Zaczarowany krąg ”
11. „Trampowski szlak”
12. „Gałązka snów”

## Twórcy
- Słowa piosenki: Alina Nowak
- Śpiew: Anna German